# 图拉耶
图拉耶（法語：Tourailles，法語發音：[tuʁaj]）是法国卢瓦-谢尔省的一个市镇，属于旺多姆区。

## 地理
图拉耶（47°41'6"N, 1°9'31"E）面积7.46 平方千米，位于法国中央-卢瓦尔河谷大区卢瓦-谢尔省，该省份为法国中北部省份，北起厄尔-卢瓦省，东北接卢瓦雷省，东南接谢尔省，南至安德尔省，西南接安德尔-卢瓦尔省，西北接萨尔特省。
与图拉耶接壤的市镇（或旧市镇、城区）包括：朗德勒戈卢瓦、普赖、维勒弗朗克尔、维勒马尔迪、维勒罗曼。

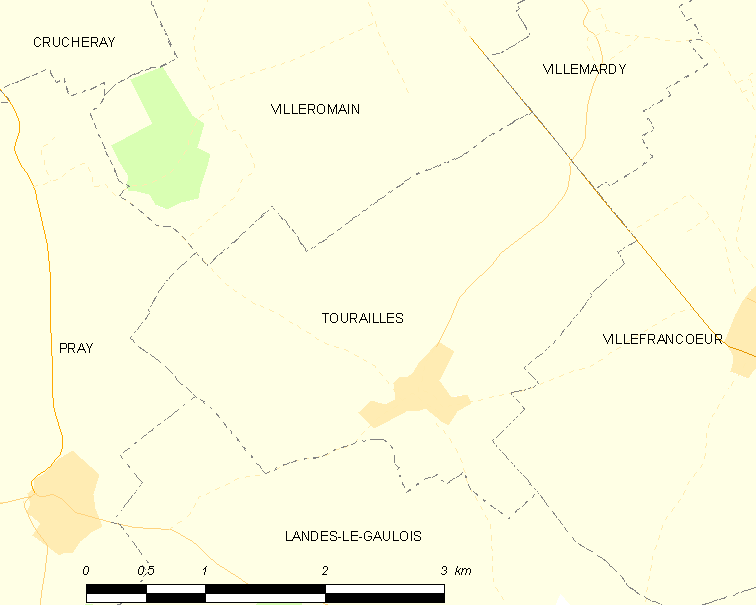
图拉耶的OSM定位图

图拉耶的时区为UTC+01:00、UTC+02:00（夏令时）。

## 行政
图拉耶的邮政编码为41190，INSEE市镇编码为41261。

## 政治
图拉耶所属的省级选区为卢瓦河畔蒙图瓦尔县。

## 人口

1962-2008年间图拉耶人口变化图示

图拉耶于2022年1月1日时的人口数量为129人。